# 锡冷雅灰蝶
锡冷雅灰蝶（学名：Jamides celeno）又称小白波紋小灰蝶、莢白波灰蝶、圓翅波紋灰蝶、小白波灰蝶，是一种分布雅灰蝶属的蝴蝶。

## 描述
本種為中小型灰蝶，具明顯雌雄二型性。全身背面暗褐，腹面白色。雄蝶頭部具白斑與白帶，複眼有白色輪緣與毛，口器及下唇鬚褐色，末端尖細，混有黑褐與白色；雌蝶特徵類似，但前足跗節不癒合。
翅形：前翅長13-17 mm，呈三角形，外、前緣略呈弧形；後翅具尾突（CuA2脈末端）。雄蝶翅背呈泛青藍的白色，前翅外緣具黑邊，後翅外緣有白線與暗斑組成之紋列；雌蝶翅無藍調，前翅黑邊較寬，後翅斑紋更明顯。
翅腹面底色多為白或淺褐色，具多組深色條紋與白邊紋，包括中央、亞基部及中室末端短條。亞外緣有雙白線構成的帶紋。後翅CuA1室與臀區具黑斑及橙色斑紋，形成眼狀斑。翅緣毛前翅為褐色，後翅則褐白相間。腹面斑紋可隱約透見於翅背面。

## 分佈
本種分布於東洋區、澳洲區。 臺灣主要分布於本島低海拔地區及蘭嶼，但本島北部較罕見。

### 干季
和许多热带蝴蝶一样，锡冷雅灰蝶在不同的季节体现形态不同。雄性翅面灰白色。前翅末端边缘很窄的黑边，一直延伸到翅顶，纤毛棕黑色。

## 毛虫
毛虫长度仅有半英寸，沉闷的红绿色，厚厚的白色结节，几乎没有毛，头部苍白色。。幼蟲以豆科豇豆屬植物的花朵為食。

## 蛹
蛹为通常的灰蝶科形状，相当圆滑，没有毛也没有凹陷，颜色有点苍绿色。上部颜色较深，粗燥圆形黑色的斑点不均匀分布。背部类似，但是斑点相对比较规则